# Болотов, Руслан Николаевич
Русла́н Никола́евич Бо́лотов (род. 12 мая 1972) — российский чиновник и политик, член партии «Единая Россия», мэр Иркутска с 30 апреля 2020 года. Заслуженный работник местного самоуправления Российской Федерации (2024).

## Биография
Родился 12 мая 1972 года в г. Шелехове. В 1993 году окончил Красноярское высшее командное училище радиоэлектроники ПВО. В 2000 году — ИГЭА по специальности «Экономика и управление строительством». С января 2006 года по декабрь 2007 года был главой Шелеховского городского поселения, с декабря 2008 года до января 2011 года — министр строительства и дорожного хозяйства Иркутской области. До октября 2015 года — директор Ассоциации застройщиков Иркутска.
В октябре 2015 года назначен заместителем председателя правительства Иркутской области. 7 августа 2017 года назначен исполняющим обязанности первого заместителя губернатора Иркутской области — председателя правительства Иркутской области. 25 сентября 2017 года кандидатура Руслана Болотова согласована на должность первого заместителя губернатора — председателя правительства Иркутской области.
В декабре 2019 года Руслан Болотов назначен исполняющим обязанности председателя правительства региона.
17 марта 2020 года назначен на должность вице-мэра города Иркутска. С 18 марта наряду с этим назначен временно исполняющим полномочия главы администрации города Иркутска.
30 апреля 2020 года назначен мэром города Иркутска.

## Награды и звания
- Монгольский орден Полярной звезды (2021)[4];
- Заслуженный работник местного самоуправления Российской Федерации (20.12.2024)[5].